# Демидов, Никита Никитич (младший)
Никита Никитович Демидов (1728 — 20 декабря 1804) — российский промышленник, получивший в наследство от своего отца Никиты Никитича Демидова Каслинский и Кыштымские заводы.
В сентябре 1755 года Никита Никитович Демидов купил «Исетской провинции в Мякотинской волости, у Башкирцев старшины Юная Азнаева с товарыщи землю.., где поблизости имеются сысканные железные руды». В 1760 году им были устроены два чугуноплавильных завода: Азяш-Уфимский и Кеолимский.
Жена (с 1752) — Софья Алексеевна Ширяева (1736—10.08.1807), сестра небогатых московских купцов Ефима и Сергея Ширяевых, которым Демидов «продал» за бесценок Шайтанские заводы, «купив» таким образом у них себе в жёны их сестру. Брак был бездетным и неудачным. Демидов, любя жену, купил на её имя «до пяти тысяч душ крестьян и два дома в Москве, и обогатил всех её родственников». Она же два раз сбегала от мужа, первый раз с князем Хитрово, но вернулась и была прощена, второй раз с Полянским. В 1779 году из-за взаимных обвинений и ссор дело супругов Демидовых было рассмотрено в петербургском суде. По решению суда в разводе им было отказано, хотя жить они должны были порознь: Софье Алексеевне было велено жить в Москве под опекой братьев и матери, а мужу её выплачивать ей содержание в размере 5 000 рублей в год.
Демидов умер в 1804 году и был похоронен на Лазаревском кладбище Александро-Невской лавры. Жена его скончалась тремя годами позже и была похоронена на Георгиевском кладбище, что на Большой Охте.